# آهنربا (فیلم)
«آهنربا» (انگلیسی: The Magnet (film)) یک فیلم است که در سال ۱۹۵۰ منتشر شد. از بازیگران آن می‌توان به کی والش و جیمز فاکس اشاره کرد.